# LaMarcus Reed
LaMarcus Reed III (Dallas, 31 ottobre 1988) è un ex cestista statunitense, professionista in Europa.